# Hawker Siddeley HS748

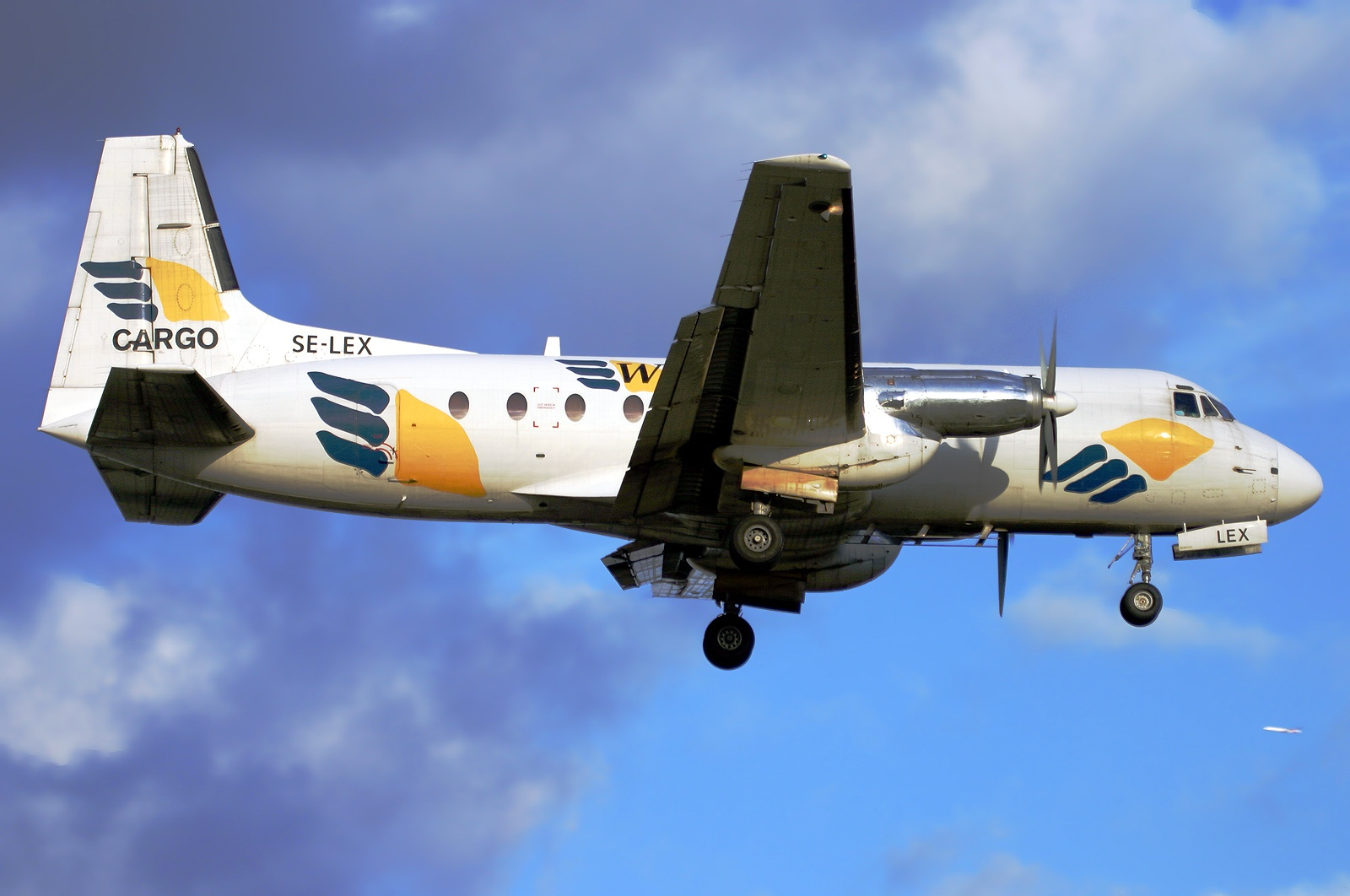
West Air Sweden HS 748 SE-LEX, Kastrup juni 2004

Hawker Siddeley HS748 är ett passagerarflygplan och transportflygplan som flögs för första gången 1960 och tillverkades i totalt 337 exemplar, tillverkningen lades ner 1988 av Hawker Siddeley. Planet är ett 2-motorigt propellerplan med turbopropmotorer.
Planet har bland annat flugits av:
- Air Madagascar
- DLT (senare Lufthansa CityLine)
- Gabon Express
- Ryanair
- West Air Sweden